# Volodimir Zelenski
Volodimir Oleksandrovič Zelenski (ukr. Володимир Олександрович Зеленський; Krivij Rih, 25. siječnja 1978.) ukrajinski je političar i šesti predsjednik Ukrajine. Prije političke karijere bio je komičar. Zelenski je na predsjedničkim izborima 2019. s više od 73 % glasova pobijedio Petra Porošenka, petog predsjednika Ukrajine. Mandat mu je počeo 20. svibnja 2019. godine.
Zelenski je odrastao kao izvorni govornik ruskog jezika u Krivijom Rihu, velikom gradu Dnjiepropetrovske oblasti u središnjoj Ukrajini. Prije glumačke karijere diplomirao je pravo na Kijevskom nacionalnom ekonomskom sveučilištu. Zatim se bavio komedijom i osnovao produkcijsku tvrtku Kvartal 95, koja je proizvodila filmove, crtiće i TV emisije, uključujući TV seriju "Sluga naroda", u kojoj je Zelenski igrao ulogu ukrajinskog predsjednika. Serija se emitirala od 2015. do 2019. godine i bila je iznimno popularna. Političku stranku koja nosi isto ime kao i televizijska emisija osnovali su u ožujku 2018. zaposlenici Kvartala 95. Zelenski je najavio svoju kandidaturu na ukrajinskim predsjedničkim izborima 2019. navečer 31. prosinca 2018., uz novogodišnje obraćanje tadašnjeg predsjednika Petra Porošenka na TV kanalu 1+1. Politički autsajder, već je postao jedan od favorita u anketama za izbore. Na izborima je pobijedio sa 73,23% glasova u drugom krugu, pobijedivši Porošenka. Tokom kampanje često je isticao borbu protiv korupcije.
Kao predsjednik, Zelenski je zagovornik e-uprave i jedinstva između ukrajinskog i ruskog govornog stanovništva zemlje. Često koristi društvene mreže, posebice Instagram. Njegova stranka odnijela je uvjerljivu pobjedu na prijevremenim parlamentarnim izborima održanim ubrzo nakon njegove inauguracije za predsjednika. Tijekom svoje administracije, Zelenski je nadzirao ukidanje zakonskog imuniteta za članove Verhovne Rade, odgovor zemlje na pandemiju COVID-19 i kasniju gospodarsku recesiju, te određeni napredak u borbi protiv korupcije u Ukrajini. Zelenski je obećao prekinuti dugotrajni sukob Ukrajine s Rusijom u sklopu svoje predsjedničke kampanje i pokušao se upustiti u dijalog s ruskim predsjednikom Vladimirom Putinom. Administracija Zelenskog suočila se s eskalacijom napetosti s Rusijom 2021., što je kulminiralo pokretanjem tekuće ruske invazije punog razmjera u veljači 2022. Zelenskijeva strategija tijekom ruske vojne izgradnje bila je smiriti ukrajinsko stanovništvo i uvjeriti međunarodnu zajednicu da Ukrajina neće uzvratiti. Isprva se distancirao od upozorenja o neminovnom ratu, istovremeno pozivajući na sigurnosna jamstva i vojnu potporu NATO-a kako bi se "suprotstavio" prijetnji. Nakon početka invazije, Zelenski je proglasio izvanredno stanje diljem Ukrajine i opću mobilizaciju oružanih snaga. Njegovo vodstvo tijekom krize donijelo mu je široko međunarodno divljenje, a opisan je kao simbol ukrajinskog otpora.

## Raniji život
Volodimir Oleksandrovič Zelenski rođen je 25. siječnja 1978. u Krivom Rihu, tada Ukrajinskoj Sovjetskoj Socijalističkoj Republici. Roditelji su mu Židovi. Njegov otac, Oleksandr Zelenski, profesor je i informatičar te predstojnik Odjela za kibernetiku i računalni hardver na Državnom sveučilištu ekonomije i tehnologije Krivij Rih; njegova majka, Rymma Zelenska, radila je kao inženjerka. Djed Semyon (Simon) Ivanovič Zelenski služio je kao pješak dostigavši čin pukovnika u Crvenoj armiji (u 57. gardijskoj motornoj streljačkoj diviziji). Tijekom Drugoga svjetskog rata Semjonov otac i trojica braće poginula su u holokaustu. Prije polaska u osnovnu školu, Zelenski je četiri godine živio u mongolskome gradu Erdenet gdje je njegov otac radio. Zelenski je odrastao govoreći ruski. Sa 16 godina položio je Test iz engleskog kao stranog jezika i dobio stipendiju za školovanje u Izraelu, ali mu otac nije dopustio da ode. Kasnije je diplomirao pravo na Ekonomskom institutu Krivij Rih, ali nije nastavio raditi kao pravnik.